# Musique de la Grèce antique

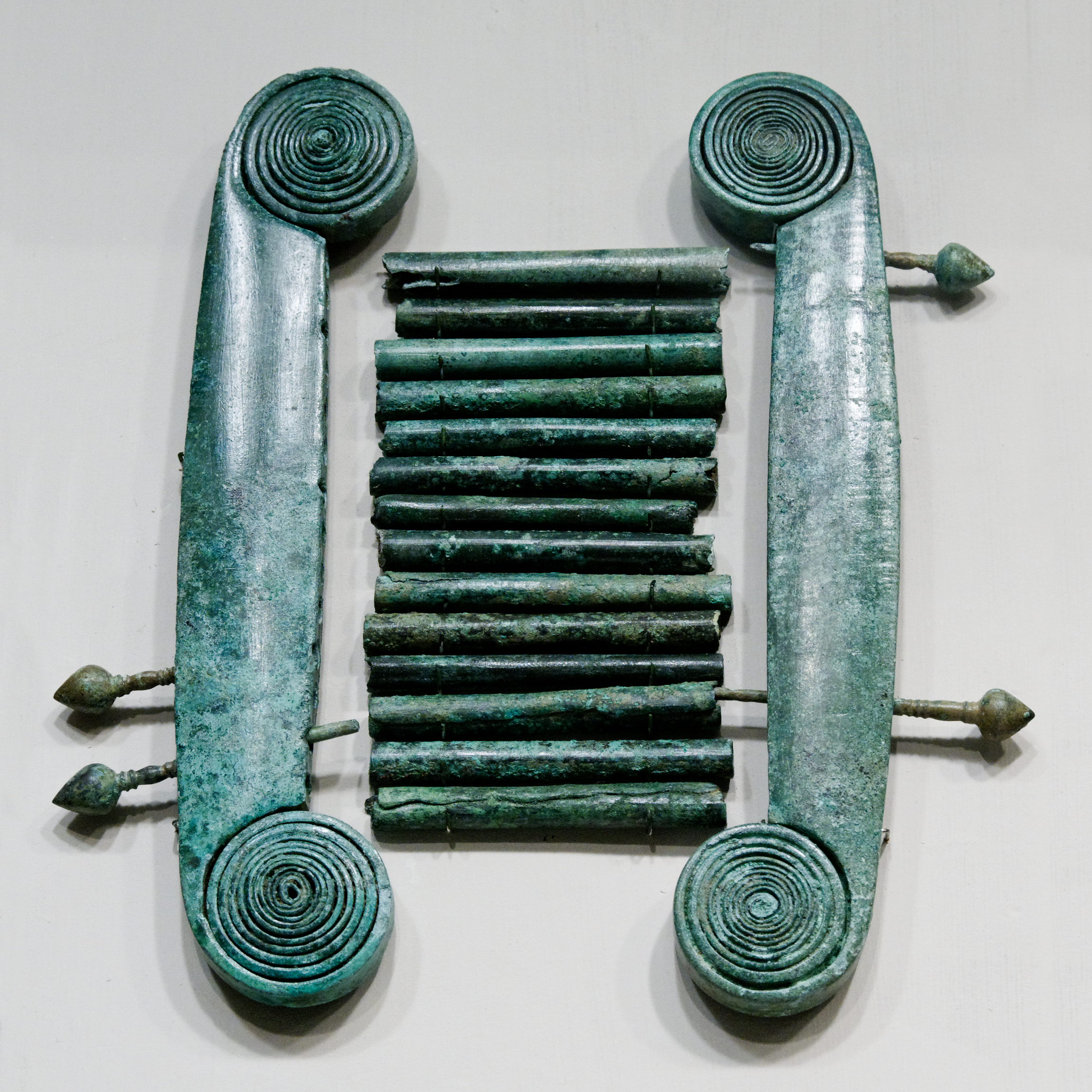
Instrument de musique en bronze, précurseur du sistre. Département d'art grec et romain (Metropolitan Museum of Art).

La musique tient une place importante dans la vie sociale, politique et religieuse de la Grèce antique. Pour les Grecs, la musique est le plus beau des arts, en même temps qu'une science, objet des plus hautes spéculations philosophiques ; en ce sens, les Grecs lui ont accordé plus de valeur qu'aux arts majeurs que furent pour eux la poésie, la danse et la médecine. 
Le rôle essentiel de la musique dans le monde grec apparaît dans plusieurs de leurs mythes : celui d'Orphée, qui réussit grâce à sa musique à convaincre le dieu des enfers, Hadès, de rendre à la lumière du jour son épouse Eurydice, est considéré comme le mythe fondateur de la musique ; mais il est attesté surtout par de très nombreux témoignages littéraires, papyrologiques et épigraphiques, par les représentations figurées sur la céramique, par les vestiges que nous avons conservés de leurs instruments à cordes, à percussion et à vent, et par plus d'une cinquantaine de partitions. 
À l'époque archaïque (des origines au VIe siècle av. J.-C.), la musique est pratiquée uniquement par des musiciens professionnels, les aèdes et les rhapsodes, qui déclament les mythes en s'accompagnant d'un instrument et transmettent la musique oralement. Pendant la période classique, du VIe siècle av. J.-C. au IVe siècle av. J.-C., la musique commence à faire partie du système éducatif, et de ce fait devient plus répandue. Dès cette époque, la théorie musicale est connue du point de vue mathématique et acoustique, grâce à Pythagore et à ses disciples. Par la suite, Aristoxène de Tarente confirme l'importance de l'oreille dans la perception des sons.

## La Grèce dans l'histoire de la musique
La Grèce antique donne les Thraces pour inventeurs de la musique. La Grèce ancienne occupe une place importante dans l'histoire de la musique, dont le nom même dérive du grec ancien Μοῦσαι / Moûsai (« Muses ») : depuis des millénaires, l'humanité avait joué de la musique pour son efficacité religieuse, magique, thérapeutique et glorificatrice[réf. nécessaire]. Les Grecs sont le premier peuple européen pour qui la musique devient art, manière d'être et de penser en apportant la beauté. Ils sont aussi le premier peuple dont le système musical est connu, et le premier à utiliser la pratique de la notation. Avec lui, l'éducation musicale et l'institution des concours où le public est appelé à juger de la poésie et de la musique pour son plaisir ou son édification constituent l'une des trois grandes mutations musicales de l'humanité : la spécialisation qu'elle entraîne fait apparaître deux types d'hommes musiciens, le musicien savant capable de jouer et de produire de la musique, et l'auditeur ou amateur de musique. Les Grecs sont en effet le premier peuple européen qui ait institué de véritables concerts sous forme de nomes citharistiques ou de duos d'instruments, ce qui a contribué à former chez eux un public socialement conscient et participant activement à l'audition.
La musique antique a été l'objet de grandes spéculations, en raison de l'importance qui lui est attribuée, de sa perfection supposée, et du peu de documents écrits datant de cette époque.

## Traités musicaux
Nous connaissons une cinquantaine de traités musicaux, de la fin du VIe siècle av. J.-C. au Ve siècle, représentant environ dix siècles de réflexion et de culture musicologique grecques. L'un des plus complets est celui d'Alypius d'Alexandrie (en) (vers 360). Ces traités sont l'œuvre soit de musicographes, soit de théoriciens qui s'interrogent sur la nature de la science musicale, sur sa pratique et ses critères, et qui tentent de déterminer sa place dans le système des connaissances et ses rapports avec les mathématiques ou la physique.

## Classification des disciplines musicales
Dans le courant du VIe siècle av. J.-C., Lasos d'Hermione distingue trois parties dans le savoir musical, qui sont les parties technique, pratique et exécutive, elles-mêmes subdivisées en trois branches : la partie technique comprend d'abord l’ἁρμονική, l’harmonique, suivie de la rythmique et de la métrique.

## Harmonie
L'harmonie, telle que nous l’entendons, en tant que science des accords et de leurs enchaînements, était ignorée des Grecs. Leur gamme n’avait donc pas de tonique. Mais cependant une note y avait un rôle prépondérant : c’était la médiante. Dans la gamme dorienne, la médiante était le la. Son nom lui venait de sa position presque centrale, et son importance était due sans doute à ce fait que la plupart des relations mélodiques se percevaient directement ou indirectement par rapport à elle.
La gamme dorienne est l’échelle fixe des sons dans la musique grecque. Mais elle se transforme en une série de gammes diverses ou modes, selon que l’on en déplace le point de départ et la médiane. Voici les sept modes des Grecs : Dorien, Hypodorien, Phrygien, Hypophrygien, Lydien, Hypolydien, Mixolydien, Hypomixolydien (=Dorien). La théorie de l'harmonie dans l'antiquité distingue trois modes harmoniques : le premier groupe évoque les lamentations (Mode lydien mixte, mode dorien, mode phrygien et mode éolien) ; le deuxième groupe évoque les beuveries (Mode ionien) ; le troisième groupe évoque l'ardeur virile (dorien et phrygien).
Le terme mode utilisé dans le contexte de la musique antique n'a pas nécessairement la même signification que le terme mode utilisé depuis le Moyen Âge dans la musique moderne : On utilise fréquemment des noms grecs issus du système musical de la Grèce antique (ionien, dorien, phrygien, etc.) pour désigner chacun des sept modes diatoniques. Mais la légitimité historique de ces noms grecs dans ce contexte a été contestée au cours du XXe siècle par des musicologues comme Jacques Chailley, qui considère que ces noms, outre le fait qu’ils sont « apocryphes » (p. 81) (p. 70), sont trompeurs en ce qu’ils laissent croire que les modes utilisés dans la musique occidentale actuelle sont les mêmes que ceux utilisés dans l’Antiquité (p. 81). Le guide de la théorie de la musique de Claude Abromont souligne également que ces appellations grecques proviennent « d'une lecture erronée de la théorie grecque » (p. 203).

## Gamme
Notre gamme a une tonique qui en est le premier degré. Mais la notion de la tonique n’a de sens qu’au point de vue moderne de l’harmonie. La gamme fondamentale des Grecs de l’Antiquité était la gamme dorienne au sens antique : mi ré do si la sol fa mi. Mais tandis que notre gamme est essentiellement ascendante, la gamme dorienne est essentiellement descendante : la monter, c’était, aux yeux des Grecs, la prendre à l’envers. La place des demi-tons dans les deux gammes est la même, si l’on considère chaque gamme dans son sens direct, et non dans son sens inverse. N’oublions pas qu’une gamme est un mouvement mélodique, et que la direction de ce mouvement dépend des attractions entre les notes, et par suite la détermination de la place des demi-tons.

De même que nous transposons notre gamme majeure d’ut et notre gamme mineure de la dans douze tonalités différentes par le moyen d’altérations ascendantes ou descendantes, les Grecs usaient de transpositions analogues. Ils surent même moduler à la quinte inférieure par des moyens purement mélodiques.
Nous n’avons exposé jusqu’ici le système musical des Grecs que selon sa forme la plus ancienne qu’ils appelaient le genre diatonique, parce que c’était celui où les cordes de la lyre prenaient le maximum de tension, et qui se caractérisait par la disposition suivante des intervalles dans le tétracorde inférieur de la gamme : la-sol-fa-mi.
Des complications, sans doute d’origine orientale, s’introduisirent par la suite dans la musique grecque, sous les noms de genre chromatique et de genre enharmonique. Le genre chromatique se définit par la disposition suivante du tétracorde inférieur de la gamme : la-fa#-fa(b)-mi.
Quant au genre enharmonique, très différent de notre usage moderne, il introduit dans la gamme le quart de ton. Faute de signes mieux appropriés, nous représenterons par un fa suivi d’un bémol barré le fa descendu d’un quart de ton dans le tétracorde inférieur de la gamme enharmonique : la-fa-fa(b/)-mi
La musique grecque était essentiellement homophone, comme toutes les musiques de l’antiquité, c’est-à-dire que les Grecs ne considéraient pas comme musicale la production simultanée de deux mélodies différentes et qu’ils ne connaissaient pas l’harmonie au sens moderne du mot. Quand ils chantaient des chœurs, c’était toujours à l’unis ou à l’octave, et déjà le redoublement d’un chant à l’octave, tel qu’il se produit quand on associe des voix d’enfants à des voix d’hommes, leur paraissait d’une complication audacieuse. Les instruments qui accompagnaient les voix se contentaient de doubler leur partie ; parfois cependant ils y ajoutaient une « broderie ».
Mais de tels ornements ou de tels mélanges de sons n’avaient, à aucun degré, le caractère ou le rôle de nos contrepoints et de nos harmonies.

## Rythme
La théorie du rythme avait, chez les Grecs, une importance capitale, et elle avait pris un développement considérable, dont nous ne trouvons l'analogue que dans des traités de composition tout à fait modernes.
Le temps premier, qui sert de base au système, est la valeur de durée la plus petite, la brève (∪) dont le multiple est la longue (—) qui vaut deux brèves. En combinant ensemble longues et brèves, on obtient différents rythmes élémentaires ou pieds qui correspondent aux « temps » de nos «mesures» : l'iambe (∪—), le trochée (—∪), le tribachys (∪∪∪), le dactyle (—∪∪), l'anapeste (∪∪—), le spondée (— —), etc. En réunissant plusieurs pieds ensemble, on forme des mètres, comme nos « mesures » se composent de « temps ». L'union de plusieurs mètres donne lieu à un membre de phrase ou kôlon. La phrase est généralement faite de deux kôla.
Les phrases se regroupent en périodes et les périodes en strophes qui se présentent d'ordinaire suivies de l’antistrophe (reprise), et de l’épode (coda). Des lois très minutieuses et très variées étaient appliquées par les Grecs à la construction de ces grands ensembles rythmiques que sont une ode de Pindare ou telle scène tragique d'Eschyle, fort analogues par leur architecture à nos sonates et à nos symphonies. Ces règles de construction furent tout à fait ignorées du Moyen Âge. Retrouvées d'instinct par les grands maîtres classiques, elles ne furent énoncées très explicitement par les théoriciens modernes qu'à la suite de la découverte au XIXe siècle de la véritable signification de la doctrine des anciens.

## Intervalles
Différents intervalles ont été prêtés aux Grecs de l'Antiquité :
- on prête à Ptolémée l'intervalle 5/4 pour la tierce majeure, l'intervalle 6/5 pour la tierce mineure, et 31/30 ou 32/31 pour les quarts de ton[10] ;
- on prête à Ératosthène l'usage des rapports 19/15, 39/38 et 40/39 ;
- on prête à Boèce le rapport 81/80 pour un diton majeur.

## Notation
D'après les tables d'Alypius (en), les Grecs de l'Antiquité disposaient de deux systèmes de notation, l'un pour la musique instrumentale et l'autre pour la musique vocale. Pour cette dernière on utilisait les lettres de l'alphabet (A-Ώ, du plus aigu au plus grave), éventuellement déformées (lettres amputées, allongées, tournées ou doublées, par exemple).

## Instruments de musique grecs antiques

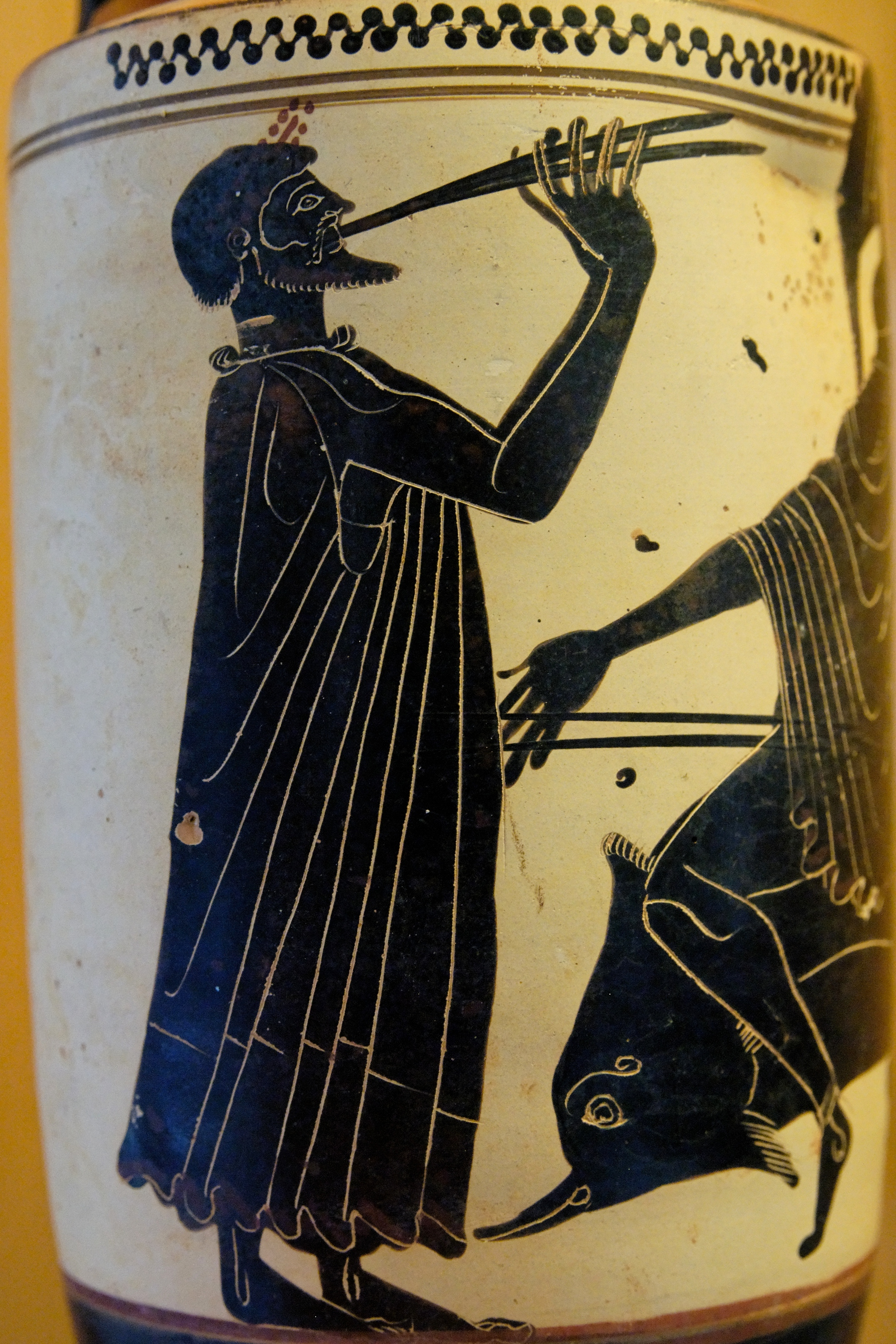
Joueur d'aulos. Lécythe attique à fond blanc, v. 480 av. J.-C. Musée archéologique régional de Palerme.

Parmi les instruments à cordes, les plus répandus sont la lyre et la cithare, montées pendant longtemps à sept cordes. La pandoura, ancêtre du luth, est attestée dans le monde gréco-romain à partir du IVe siècle av. J.-C. environ. Le psaltérion est également attesté.
Les principaux instruments à vent sont l'aulos, instrument à anche double (proche d'un double hautbois), la syrinx (sorte de flûte de Pan) et la salpinx (trompette droite et évasée).
Les percussions comptent les crotales ou cymbales antiques (sortes d'ancêtres des castagnettes), les sistres et les tambourins.

## Musique instrumentale et vocale

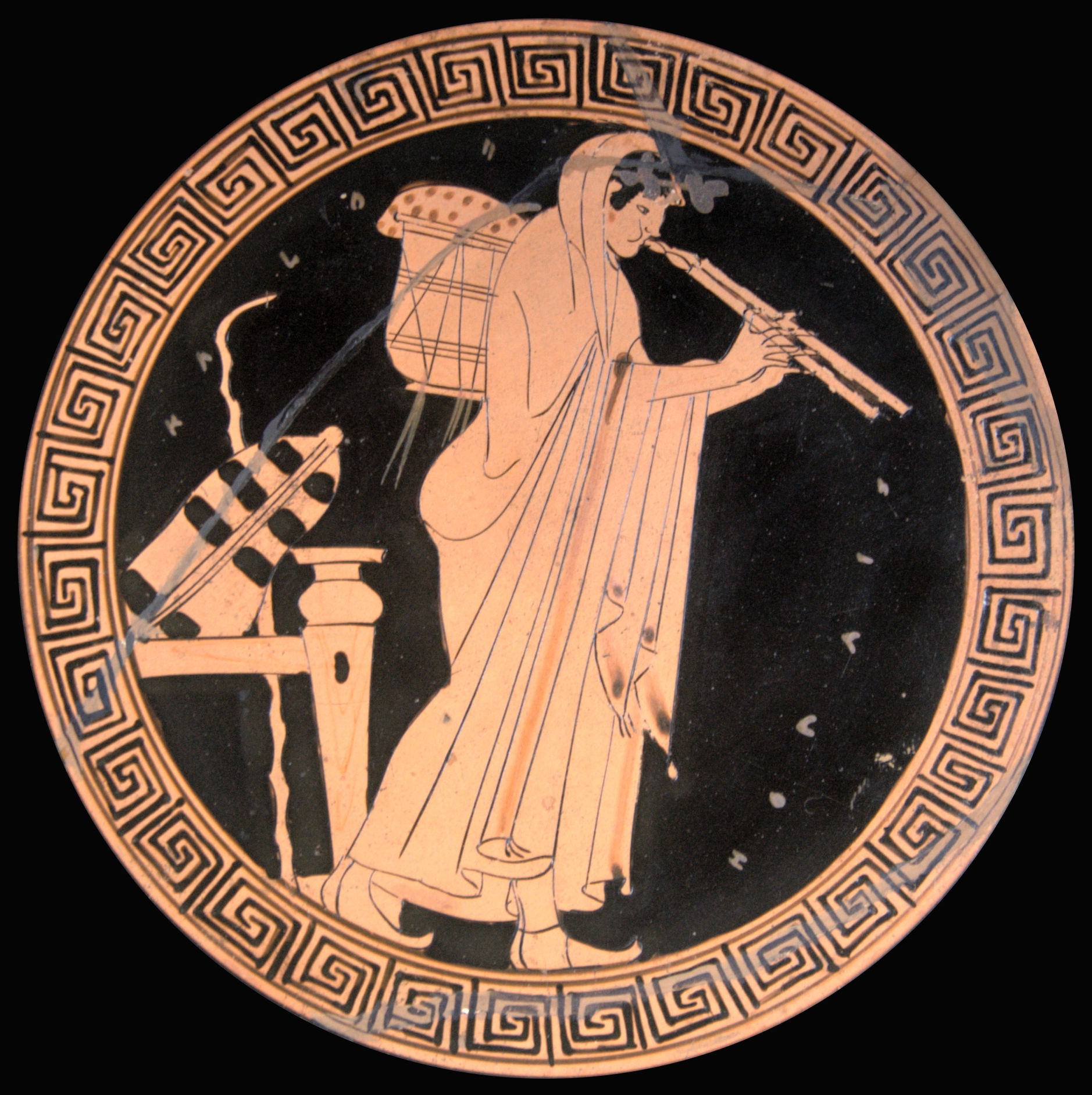
Joueur d'aulos, Kylix attique à figures rouges, vers 490 av. J.-C.

Les Grecs ont connu la musique purement instrumentale. Dès le VIe siècle avant notre ère, le jeu de l'aulos en solo, appelé l’aulétique, était un art très développé en Grèce, et l'on commençait à mettre en honneur le jeu en solo de la cithare (citharistique). Dans certaines fêtes solennelles, de grands concours publics avaient lieu entre les virtuoses les plus renommés. Nous avons conservé le plan d'un nome appelé pythicon, et qui était une sorte de « sonate à programme » décrivant la lutte d'Apollon contre le serpent Python : 1° introduction ; 2° provocation ; 3° iambique (combat, fanfare, imitation des grincements de dents du dragon) ; 4° prière (ou célébration de la victoire) ; 5° ovation (chant de triomphe). Tous les instrumentistes les plus fameux de l'antiquité brillèrent à tour de rôle dans l'exécution de leur « pythicon ».
Mais si le jeu des instruments en solo prit de plus en plus d'importance dans la vie sociale de la Grèce, primitivement la musique grecque fut vocale et surtout chorale. Les œuvres lyriques de tous les anciens poètes étaient composées pour être chantées, comme ce fut le cas en particulier pour les Odes triomphales de Pindare. La tragédie grecque elle aussi était un drame en grande partie musical : les chœurs y étaient chantés, surtout à l'origine, par exemple dans les œuvres d'Eschyle. Et l'on sait qu'à Athènes notamment, les représentations de tragédies étaient des cérémonies officielles et des fêtes populaires auxquelles toute la cité prenait part. C'est dire quelle place l'art musical, associé à la poésie, à la danse, à la mimique, tenait dans la Grèce antique. Quand nous parlons de la danse dans le théâtre antique, n'imaginons rien de semblable à nos ballets modernes. C'était une danse sans virtuosité, sans « soli », sans couples (les chœurs de danses n'étaient formés que d'hommes[réf. nécessaire]), sans rapidité, une danse où le mouvement des mains et les attitudes du corps jouaient un aussi grand rôle que les pas eux-mêmes.

## Partitions

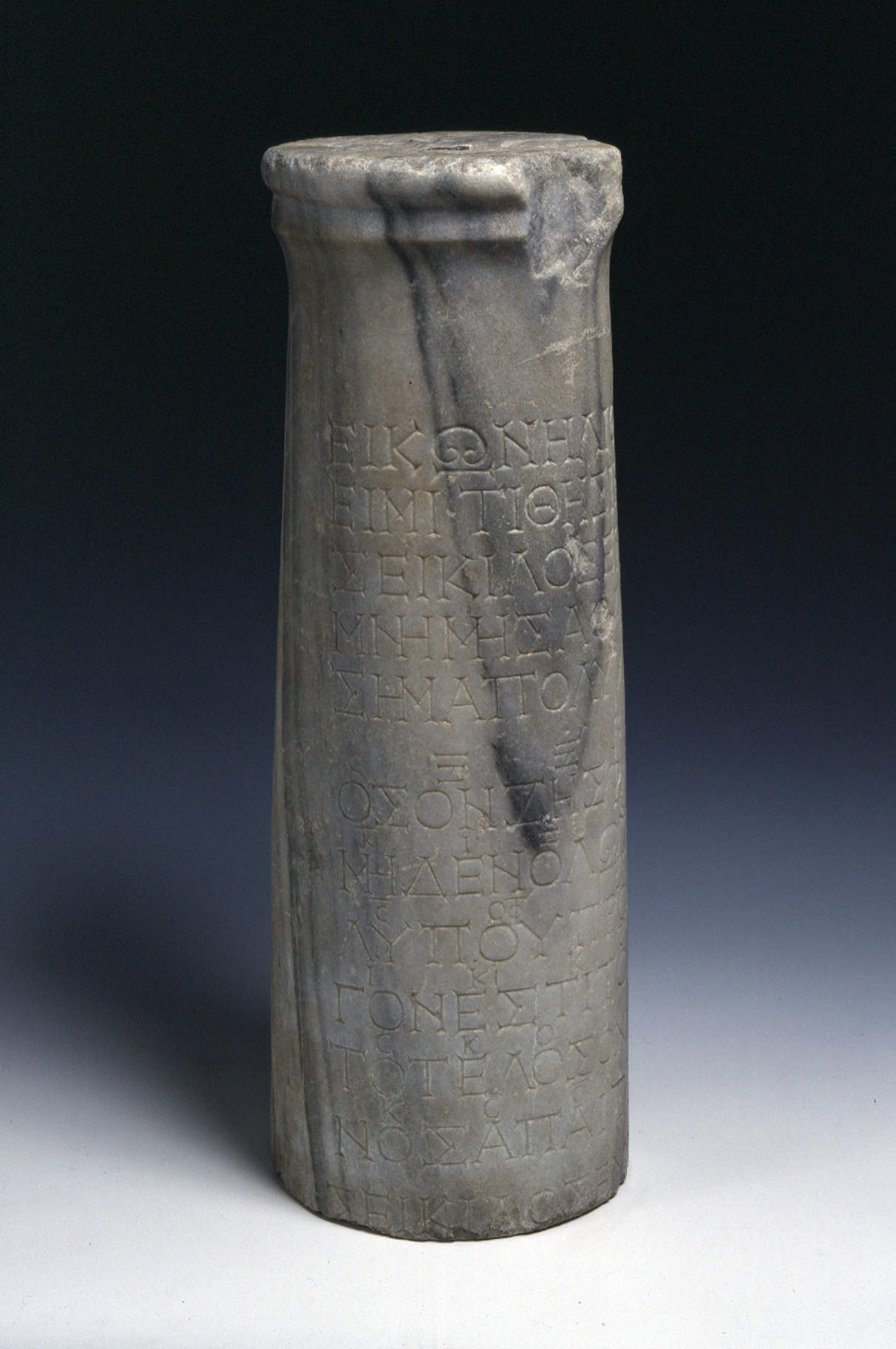
Épitaphe de Seikilos, vers 100

Il existe une soixantaine de fragments musicaux grecs, très fragmentaires, transmis essentiellement par des papyrus d'époque gréco-romaine trouvés en Égypte. Peu de pièces sont intégralement connues : l'épitaphe de Seikilos  (IIe s. ap. J.-C.), quelques Hymnes de Mésomède de Crète, musicien attitré d'Hadrien, au moyen de manuscrits médiévaux, pièces instrumentales anonymes. Enfin, il reste trente-sept notes de l'Oreste d'Euripide et environ vingt notes de l'Iphigénie à Aulis, du même auteur. Le fragment de papyrus de l'Oreste, publié en 1892, a été ré-analysé entre 2012 et 2016, avec des découvertes étonnantes : l'abattement est indiqué par une mélodie descendante, l'idée de sauter par un saut d'intervalle, et la structure harmonique de la pièce est tonale (malgré la présence d'intervalles enharmoniques). Ce papyrus a été reconstitué et joué à l'Ashmolean Museum d'Oxford en juillet 2017.
Parmi les pièces fragmentaires, les plus importantes sont les Hymnes de Delphes, deux hymnes du IIe siècle av. J.-C. découverts en 1893-1894 par Théodore Reinach. Notons aussi l'hymne d'Oxyrhynque, unique pièce de musique chrétienne de l'Antiquité grecque.
Récemment a été redécouvert, au musée du Louvre, un fragment d'un extrait de la tragédie Médée, du poète tragique Carcinos le Jeune.

## La musique dans la société
Les Grecs attribuaient toutes sortes de vertus à la musique, un pouvoir merveilleux sur les âmes. Leurs philosophes avaient défini très minutieusement l'expression ou le caractère moral (êthos) de chaque mode. Le dorien était austère, l’hypodorien fier et joyeux, l’ionien voluptueux, le phrygien bachique, etc. Telle musique disposait au courage, à l'action, telle autre, à la sobriété, à la retenue, telle autre, à la mollesse, au plaisir. 

### Éducation musicale

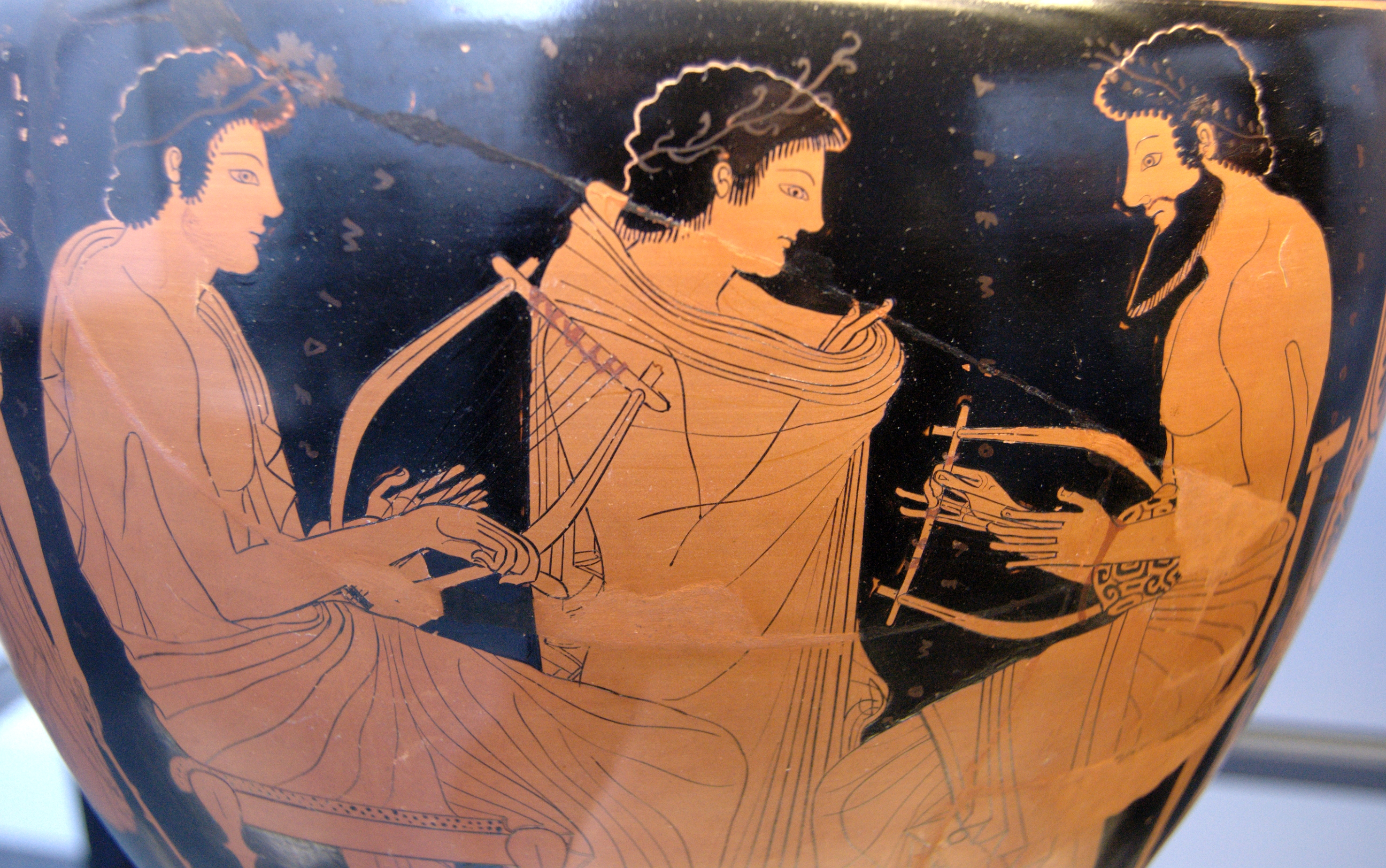
Leçon de musique. Hydrie attique à figures rouges, v. 510 av. J.-C., Staatliche Antikensammlungen (Inv. 2421).

Dans l'éducation des enfants et des jeunes gens, la musique avait une place de première importance, et elle était considérée comme indispensable pour former le caractère. À Athènes, les enfants suivaient pendant trois ans un enseignement musical chez un cithariste, qui était à la fois professeur de lyre et maître de musique ; cet enseignement dispensait vraisemblablement les rudiments de la pratique vocale et instrumentale, mais ne permettait pas de déchiffrer une partition ou d'écrire la musique : le citoyen athénien devait en effet être simplement en mesure de chanter et de jouer au moins de la lyre, instrument réservé aux amateurs (la cithare étant réservée aux seuls professionnels). Platon et Aristote aux livres VII et VIII de sa Politique ont longuement développé la théorie de l'influence de la musique sur les passions et sur la moralité. Ils ont soigneusement distingué la musique qui relâche les mœurs de celle qui tend l'âme vers le bien de l'individu et vers celui de la Cité. Ils ont fait de l'éducation musicale une question d'État à proprement parler, et en cela, ils étaient absolument d'accord avec leurs contemporains. L'État a le devoir de veiller au maintien de la morale, et pour cela, de réglementer l'usage de la musique. À cet égard, Platon propose l'Égypte pour modèle : il voudrait que soient fixés par des lois les chants qui sont absolument beaux et que ceux-là seuls soient appris à la jeunesse. Les anciens Grecs appelaient les mélodies de leurs chants des lois, indiquant par là que c'étaient des formules-types, des formules consacrées, auxquelles il était interdit de changer quoi que ce soit. Et nous voyons ainsi combien cet art musical de l'antiquité restait encore voisin des pratiques religieuses avec lesquelles il avait été d'abord intimement uni et même confondu. 
C'est en Ionie, précisément à Magnésie du Méandre et à Téos qu'on trouve la trace d'un enseignement musical à la fois théorique et pratique destiné à permettre à des éphèbes de jouer de la cithare, avec et sans plectre. Les meilleurs élèves étaient récompensés par un prix de mélographie et de rythmographie, c'est-à-dire d'écriture mélodique et d'écriture rythmique, après la pratique approfondie d'un instrument à cordes. Cet enseignement théorique a eu comme représentant le plus illustre le cithariste athénien Stratonicos qui, le premier, conçut un diagramme musical. Outre cet enseignement, des musiciens professionnels comme un certain Hégésimachos d'Athènes, mais aussi des médecins ou des rhéteurs pouvaient donner des auditions et des conférences sur la pratique musicale et l'histoire de la musique.